# Cantone di Billère
Il Cantone di Billère era una divisione amministrativa dell'arrondissement di Pau.
È stato soppresso a seguito della riforma complessiva dei cantoni del 2014, che è entrata in vigore con le elezioni dipartimentali del 2015.
Comprendeva il solo comune di Billère.